# Ensayo General

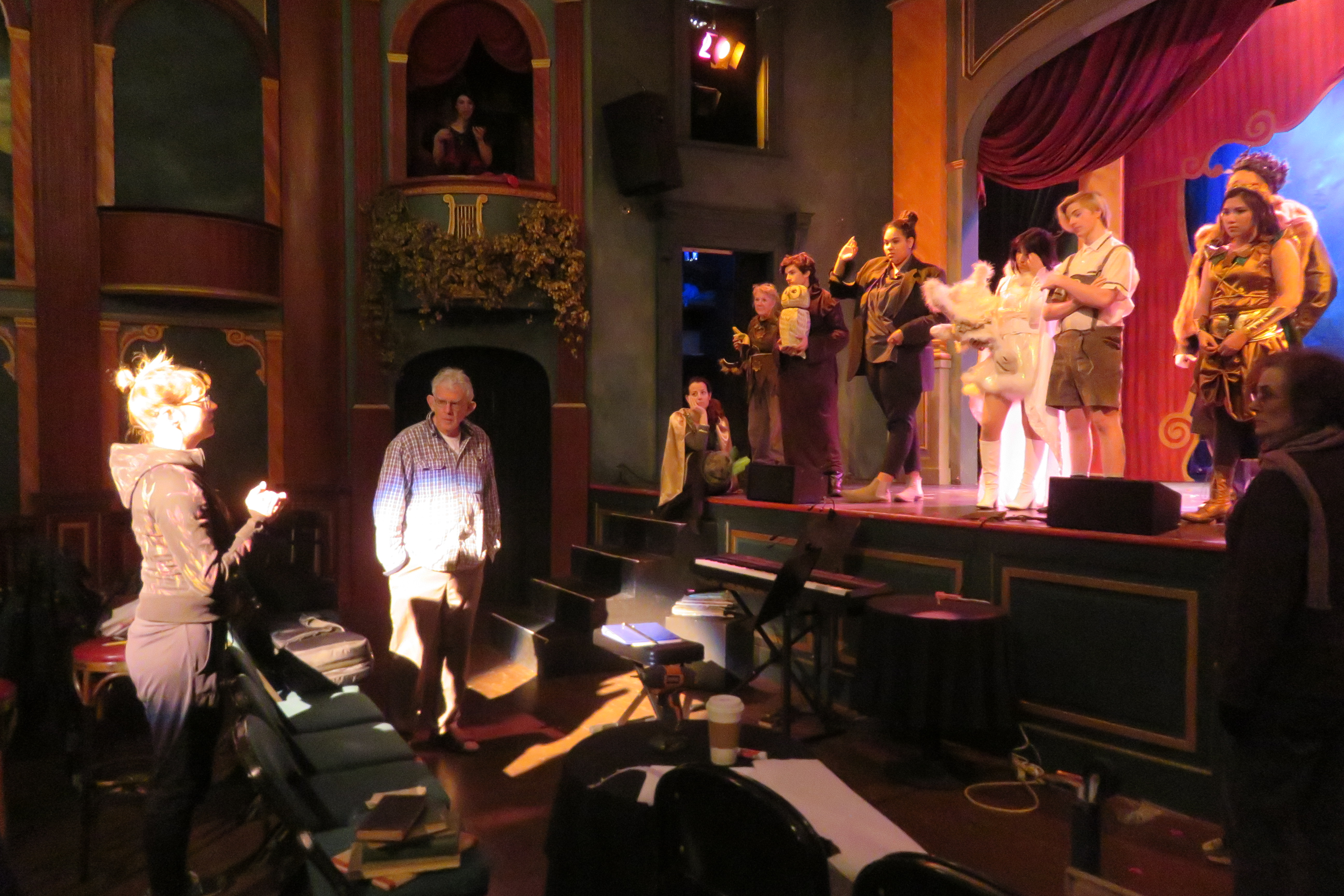
El director hablando con el elenco durante un ensayo general de Blancanieves

El ensayo general es un ensayo a gran escala que se realiza poco antes de la primera función, en el que los actores y/o músicos interpretan cada detalle de la actuación. El ensayo general suele ser el último ensayo antes del estreno.
Para una representación teatral, los miembros del elenco visten sus trajes. Los actores pueden usar utilería y elementos de escena. Es inusual que los actores utilicen guiones, aunque el director de escena y el director suelen seguir usándolos incluso durante el ensayo general y las funciones reales.
En una interpretación musical, el ensayo general no siempre requiere el uso de vestimenta formal de concierto (como esmoquin y vestidos de gala). En música, el ensayo general es el último ensayo antes de la presentación; los ensayos iniciales suelen centrarse en secciones desafiantes de la pieza o piezas, pero durante el ensayo general, las piezas suelen interpretarse en su totalidad.
En una actuación de danza, el ensayo general es el último ensayo de un espectáculo en vivo poco antes de su presentación. Es un ensayo realizado como si fuera una función real para garantizar la perfección en el espectáculo.